# Słupiec (województwo świętokrzyskie)
Słupiec – wieś w Polsce położona w województwie świętokrzyskim, w powiecie staszowskim, w gminie Łubnice. Leży nad Wisłą.
| SIMC    | Nazwa         | Rodzaj     |
| ------- | ------------- | ---------- |
| 0798819 | Mikoszki      | część wsi  |
| 0798848 | Nowa Wieś     | przysiółek |
| 0798825 | Stary Słupiec | część wsi  |
| 0798831 | Zagumnie      | część wsi  |

W latach 1975–1998 miejscowość położona była w województwie tarnobrzeskim.